# Presidiomiris
Presidiomiris is een geslacht van wantsen uit de familie van de Miridae (blindwantsen). Het geslacht werd voor het eerst wetenschappelijk beschreven door Gary M. Stonedahl en Michael D. Schwartz in 1988.

## Soorten
Het genus bevat de volgende soorten:

- Presidiomiris infuscatus Stonedahl & Schwartz, 1988
- Presidiomiris knighti Stonedahl & Schwartz, 1988